# 최대넓이 최소너비 다각형

최대넓이 최소너비 다각형(Biggest Little Polygon)은 다각형의 너비가 1일 때, 넓이가 최대인 다각형이다. 다각형의 너비는 두 꼭짓점의 거리 중 최댓값이다.
카를 라인하르트가 1922년에 홀수각형에서 정다각형이 위의 도형이 됨을 보였다. 사각형의 넓이는 두 대각선의 길이의 곱에 각의 사인값을 곱하고 2로 나눈값이므로, 두 대각선의 길이가 1로(등대각선 사각형), 직교하고,(직교대각선 사각형) 한 변의 길이가 1이하인 모든 사각형이 조건을 만족한다.
n=6이상인 경우는 미해결이었으나, n=6인 경우는 1975년에 로날드 그레이엄(Ronald Lewis Graham) 이 정육각형보다 넓이가 큰 다각형을 발견했다. 그 넓이는 4096x10 +8192x9 -3008x8 -30848x7 +21056x6 +146496x5 -221360x4 +1232x3+144464x2 -78488x +11993 =0을 만족하는 근으로, 대략 0.674981 (OEIS의 수열 A111969)이다. n=8인 경우도 정다각형보다 넓이가 큰 다각형이 발견되어 있다.